# Omorgus umbonatus
Omorgus umbonatus är en skalbaggsart som beskrevs av Leconte 1854. Omorgus umbonatus ingår i släktet Omorgus och familjen knotbaggar. Inga underarter finns listade i Catalogue of Life.

## Bildgalleri

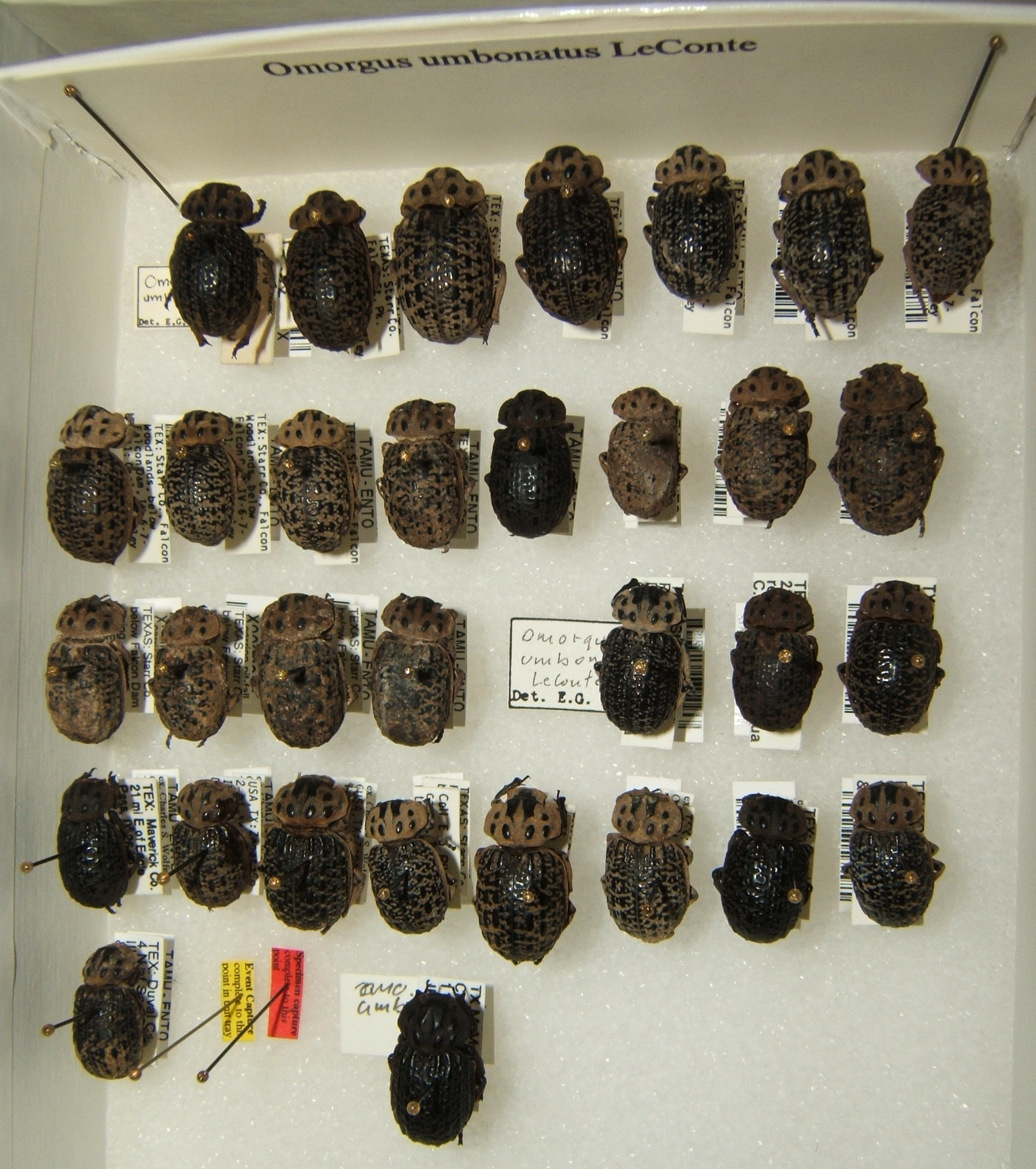